# V723 Monocerotis
Étoile variable à longue période
V723 Monocerotis est une étoile variable située à environ 1 500 années-lumière de la Terre dans la constellation de la Licorne. Il est possible qu'elle ait pour compagnon un trou noir de faible masse, surnommé « La Licorne ». Celui-ci pourrait être le trou noir le plus proche de notre planète et le plus petit jamais découvert.

## Caractéristiques physiques
V723 Monocerotis est une géante rouge variable ellipsoïdale de huitième magnitude d'à peu près la masse du Soleil (M☉), mais ayant 25 fois son diamètre. Quant à lui, le possible trou noir qui l'accompagne aurait une masse de 3,04 M☉, pour un rayon de Schwarzschild d'environ 10 kilomètres.